# Bältarbo tegelbruk

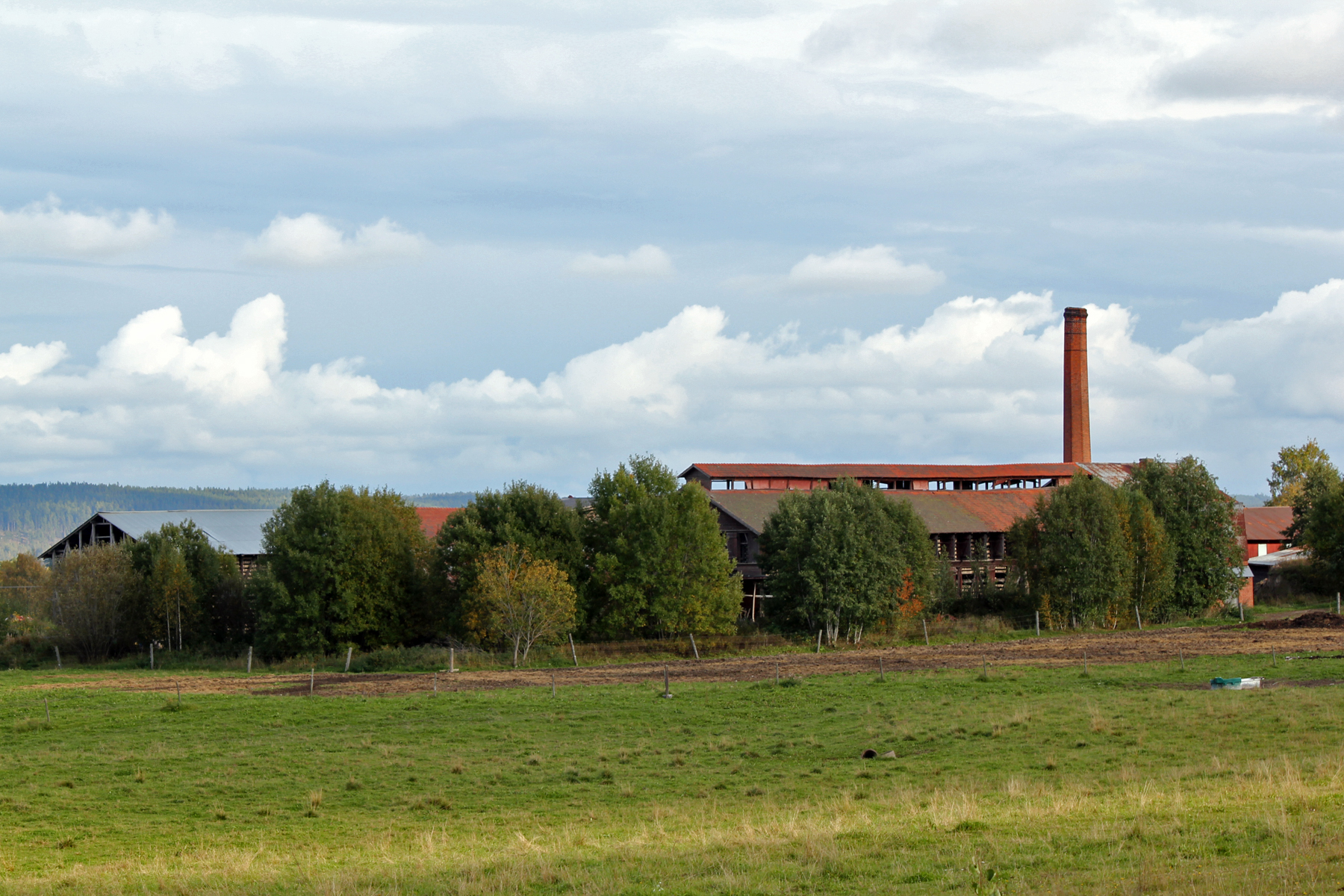
Bältarbo tegelbruk.

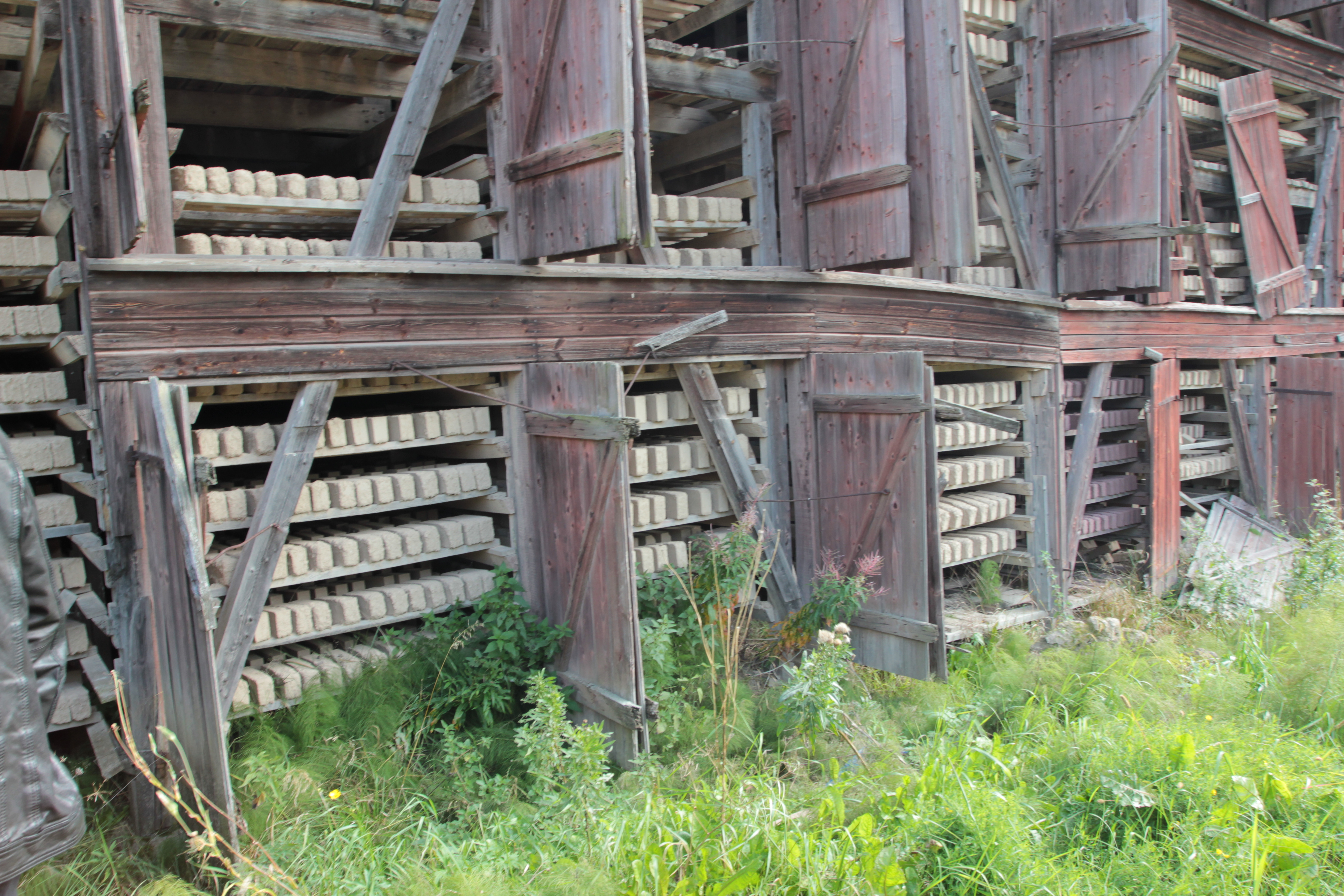
Torklada på Bältarbo tegelbruk.

Bältarbo tegelbruk är ett företag och ett industriminne strax norr om Hedemora.
Bältarbo tegelbruk har varit i produktion sedan 1876. Idag tillverkas under sommarhalvåret tegel och kakel, bland annat kakelugnar efter 1700-talsförlaga. Teglet bränns i en 30 meter lång, åtta meter bred och fyra meter hög ringugn från 1904, vilken rymmer 50.000 tegelstenar. Bland annat har massivt stortegel levererats till restaureringen av Katarina kyrka i Stockholm på 1990-talet.
Bältarbo tegelbruk utsågs år 2000 till Årets industriminne av Svenska Industriminnesföreningen. 